# Orgilus momphae
Orgilus momphae är en stekelart som beskrevs av Muesebeck 1970. Orgilus momphae ingår i släktet Orgilus och familjen bracksteklar. Inga underarter finns listade i Catalogue of Life.